# Demokratična federativna Jugoslavija
Demokratična federativna Jugoslavija (DFJ) je naziv za drugo Jugoslavijo, ki je obstajala med (1. marcem 1945) oz. 10. avgustom in 29. novembrom 1945.
Bila je zvezna ustavna monarhija pod oblastjo začasne vlade.

## Zgodovina
Na podlagi sporazuma Tito-Šubašić, podpisanem na Visu 16. junija 1944, so delegati tretjega zasedanja AVNOJ v Beogradu 10. avgusta 1945 razglasili novo državo. 
29. novembra 1945 je ustavodajna skupščina razglasila republiko in spremenila ime države v Federativna ljudska republika Jugoslavija.